# Аґра (округ)
Аґра - округ у штаті Уттар-Прадеш, Індія. Площа округу становить 4027 км², а населення 4418797 осіб (станом на 2011). 

## Демографія
Із 4418797 мешканців округу 2364953 (53.5 %) становлять чоловіки та 2053844 (46.5 %) становлять жінки. В окрузі зареєстровано 710566 домогосподарств (із яких 47.7 % у містах та 52.3 % у селах). У містах проживає 2024195 осіб (45.8 %), а в селах 2394602 осіб (54.2 %). Грамотними є 2680510 осіб (60.7 %), а неграмотними 1738287 осіб (39.3 %). Грамотними є 68.3 % чоловіків та 51.9 % жінок.

## Міста
- Ачхнера
- Аґра
- Акола
- Азізпур
- Баг
- Батешвар
- Дганаулі
- Етмадпур
- Фатегабад
- Фатегпур-Сікрі
- Джаґнер
- Джайтпура-Калан
- Кхандаулі
- Кханва
- Кхераґарг
- Кіраолі
- Найнана-Джат
- Пінагат
- Рудгмулі
- Рунакта
- Шамсабад
- Свамібаг
- Тантпур
- Тарракпур